# Presidente pro tempore de la Alianza del Pacífico
El presidente pro tempore de la Alianza del Pacífico es el máximo representante en eventos internacionales, y lleva a estos las declaraciones y opiniones concertadas del organismo supranacional. Actualmente el titular en el cargo es Gustavo Petro, Presidente de la República de Colombia.

## Descripción
El cargo de presidente pro tempore es ejercido sucesivamente por el representante de cada uno de los Estados miembros en orden alfabético, por el período de un año. Por lo tanto, el orden lógico de quien asume el cargo es: Chile, Colombia, México y Perú.

## Historia
El primer presidente pro tempore de la Alianza fue el presidente de Chile, Sebastián Piñera, que asumió el 5 de marzo de 2012.
En 2018, México se encontraba en transición presidencial, por lo que fue sustituido por Perú para ocupar la presidencia pro tempore de ese año, de acuerdo al orden lógico de los países.
En enero de 2023, debido a la crisis política en Perú, el presidente mexicano Andrés Manuel López Obrador decidió no entregar la presidencia pro tempore a la presidenta peruana Dina Boluarte, pese a que correspondía el orden lógico de los países. Esto se debió a que López Obrador no reconoce el gobierno de Boluarte. En junio de ese año, México cedió la presidencia pro tempore a Chile, país que en agosto se la otorgó finalmente a Perú, un traspaso acordado diplomáticamente entre los cuatro países miembros.

## Lista de Presidentespro tempore
Leyenda
     Chile
     Colombia
     México
     Perú
| N.º | Presidente | Presidente                  | País     | Partido (Alianza)                                          | Inicio período          | Fin período             |
| --- | ---------- | --------------------------- | -------- | ---------------------------------------------------------- | ----------------------- | ----------------------- |
| 1º  |            | Sebastián Piñera            | Chile    | Independiente (Coalición por el Cambio)                    | 5 de marzo de 2012      | 22 de mayo de 2013      |
| 2º  |            | Juan Manuel Santos          | Colombia | Partido Social de Unidad Nacional (Unidad Nacional)        | 23 de mayo de 2013      | 20 de junio de 2014     |
| 3º  |            | Enrique Peña Nieto          | México   | Partido Revolucionario Institucional                       | 20 de junio de 2014     | 3 de julio de 2015      |
| 4º  |            | Ollanta Humala              | Perú     | Partido Nacionalista Peruano (Gana Perú)                   | 3 de julio de 2015      | 1 de julio de 2016      |
| 5º  |            | Michelle Bachelet           | Chile    | Partido Socialista de Chile (Nueva Mayoría)                | 1 de julio de 2016      | 30 de junio de 2017     |
| 6º  |            | Juan Manuel Santos          | Colombia | Partido Social de Unidad Nacional (Unidad Nacional)        | 30 de junio de 2017     | 24 de julio de 2018     |
| 7º  |            | Martín Vizcarra             | Perú     | Independiente                                              | 24 de julio de 2018     | 6 de julio de 2019      |
| 8º  |            | Sebastián Piñera            | Chile    | Independiente (Chile Vamos)                                | 6 de julio de 2019      | 11 de diciembre de 2020 |
| 9º  |            | Iván Duque                  | Colombia | Partido Centro Democrático (Gran Alianza por Colombia)     | 11 de diciembre de 2020 | 26 de enero de 2022     |
| 10º |            | Andrés Manuel López Obrador | México   | Movimiento Regeneración Nacional (Juntos Hacemos Historia) | 26 de enero de 2022     | 28 de junio de 2023     |
| 11º |            | Gabriel Boric               | Chile    | Convergencia Social (Apruebo Dignidad)                     | 28 de junio de 2023     | 1 de agosto de 2023     |
| 12º |            | Dina Boluarte               | Perú     | Independiente                                              | 1 de agosto de 2023     | 22 de marzo de 2024     |
| 13º |            | Gabriel Boric               | Chile    | Convergencia Social (Apruebo Dignidad)                     | 22 de marzo de 2024     | 13 de diciembre de 2024 |
| 14º |            | Gustavo Petro               | Colombia | Colombia Humana (Coalición Pacto Histórico)                | 13 de diciembre de 2024 | Actualmente en el cargo |